# Alfa Romeo A11 e F11
L'A11 e l'F11 sono state due serie di furgoni costruite dall'omonima casa automobilistica Alfa Romeo, dal 1967 al 1971, nello stabilimento di Pomigliano d'Arco.
Furono la versione più leggera, rispettivamente, dell'A12 e dell'F12. Possedevano, infatti, una più bassa capacità di carico ed il motore era meno potente.
La lettera “A” nella sigla A11 significava “autocarro”, e perciò indicava che la serie era simile ad un camion. Era quindi caratterizzata dalla presenza di un vano carico aperto. La lettera F nella sigla F11 significava invece “furgone”, e pertanto indicava che il veicolo possedeva un telaio chiuso.
Il motore installato era il bialbero Alfa Romeo a quattro cilindri in linea e 1290 cm³ di cilindrata già montato sulla Giulia.
La trasmissione era formata da un cambio manuale ZF a quattro rapporti.